# The Smeezingtons
The Smeezingtons sono un team di produzione discografica statunitense formato nel 2009 e composto da Bruno Mars, Philip Lawrence e Ari Levine.
Il gruppo di produzione promuove diversi generi di musica, R&B, rap, pop, rock, reggae e funk su tutti e si occupa soprattutto di singoli.
Il team ha sede a Los Angeles (California).

## Storia
Mars dopo il diploma si trasferisce per inseguire il suo sogno di diventare cantante a Los Angeles, il successo però non arriva subito, almeno fino a quando Mars non conosce Philip Lawrence, compositore che lo convince a scrivere brani per altri artisti, fomando così The Smeezingtons. I due realizzano così il brano Long Distance, pubblicato nel 2008 e cantato dall'artista Brandy Norwood. L'anno successivo avviene la svolta quando co-firmano il singolo Right Round per il rapper Flo Rida, che raggiunge la vetta della classifica in USA. Nel 2010 partecipano alla produzione di successi internazionali come Fuck You! di Cee Lo Green e Wavin' Flag di K'naan. Le prime produzioni dove Mars scrive e canta sono Nothin' on You, canzone per B.o.B., e in Billionaire di Travie McCoy. Nello stesso producono l'EP di debutto intitolato It's Better If You Don't Understand. Hanno inoltre scritto brani per Alexandra Burke, Adam Levine, Brandy, Adam Lambert, Sean Kingston e per le Sugababes. Dopo il notevole successo commerciale di Nothin' on You l'11 maggio 2010. producono e pubblicano il suo primo album di Mars nel 2010, intitolato Doo-Wops & Hooligans. Successivamente nel 2011 producono canzoni che avranno grande successo cantate da Mars tra cui It Will Rain e Mirror. Nel 2012 lavorano insieme a Mark Ronson per il secondo album di Mars Unorthodox Jukebox. Nel 2014 coo-producono e scrivono le canzoni per l'album di Mark Ronson, Uptown Special dove una traccia (Uptown Funk) è cantata interamente da Mars.

## Canzoni scritte e prodotte dagli Smeezingtons
| Singoli              | Singoli              |
| Singoli promozionali | Singoli promozionali |

| Canzone                    | Artista                                   | Scrittore | Album                                                         | Anno                     | Fonte         |
| -------------------------- | ----------------------------------------- | --- | ------------------------------------------------------------- | ------------------------ | ------------- |
| "3D"                       | Far East Movement featuring Bruno Mars    | Far East Movement Bruno Mars Jeremy Reeves Ray Romulus James Jonathan Yip                                                                                             | Animal                                                        | 2009                     | [ 7 ]         |
| "Again"                    | Natasha Bedingfield                       | Bruno Mars Philip Lawrence Darkchild | Confessions of a Shopaholic                                   | 2009                     | [ 8 ]         |
| "All About You"            | Bruno Mars                                | Bruno Mars Philip Lawrence | N/A                                                           | 2009                     | [ 9 ]         |
| "All I Ask"                | Adele                                     | Adele Bruno Mars Christopher "Brody" Brown Philip Lawrence | 25                                                            | 2015                     | [ 10 ]        |
| "All She Knows"            | Bruno Mars                                | Philip Lawrence Bruno Mars | Earth to Mars                                                 | 2011                     | [ 11 ]        |
| "Amy"                      | Goodie Mob                                | Goodie Mob Cameron Gipp Cee Lo Green Willie Knighton Bruno Mars | Age Against the Machine                                       | 2013                     | [ 12 ]        |
| "Bang Bang (She Shot Me)"  | K'naan featuring Adam Levine              | Bruno Mars Philip Lawrence K'naan | Troubadour                                                    | 2009                     | [ 13 ]        |
| "Before It Explodes"       | Charice                                   | Bruno Mars Philip Lawrence Ari Levine | Infinity                                                      | 2011                     | [ 14 ]        |
| "Best Friend"              | Philip Lawrence                           | Bruno Mars Philip Lawrence Mario Mendell Winans | N/A                                                           | 2009                     | [ 15 ]        |
| "Better"                   | Vanness Wu                                | Justin Michael Drudy Bruno Mars | V                                                             | 2011                     | [ 16 ]        |
| "Billionaire"              | Travie McCoy ft. Bruno Mars               | Bruno Mars Philip Lawrence Ari Levine Travie McCoy | Lazarus                                                       | 2010                     | [ 17 ]        |
| "Biscuit"                  | K'naan                                    | Bruno Mars Philip Lawrence K'naan | Troubadour (K'naan)                                           | 2009                     | [ 18 ]        |
| "Bow Chicka Wow Wow"       | Mike Posner ft. Lil Wayne (single/remix)  | Bruno Mars Philip Lawrence Ari LevineMike Posner Dwayne Carter (solo nella versione remixata)                                                                         | 31 Minutes to Takeoff                                         | 2010 2011 (single/remix) | [ 19 ]        |
| "Bubble Butt"              | Major Lazer ft. Bruno Mars, Tyga & Mystic | Bruno Mars Mandolyn Wind Ludlum Thomas Wesley Pentz Michael Stevenson Dave Taylor                                                                                     | Free the Universe                                             | 2013                     | [ 20 ]        |
| "Can We Dance"             | The Vamps                                 | Bruno Mars Philip Lawrence | Meet The Vamps                                                | 2013                     | [ 21 ]        |
| "Click Clack Away"         | Diggy Simons ft. Bruno Mars               | Bruno Mars Diggy Simons | Unexpected Arrival                                            | 2011                     | [ 22 ]        |
| "Count On Me"              | Bruno Mars                                | Bruno Mars Philip Lawrence Ari Levine | Doo-Wops & Hooligans & It's Better If You Don't Understand    | 2010                     | [ 23 ] [ 24 ] |
| "Digital Girl"             | Philip Lawrence                           | Jeeve Philip Lawrence Bruno Mars | N/A                                                           | N/A                      | [ 25 ]        |
| "DJ Made Me Do It"         | Shontelle featuring Asher Roth            | Steven & Carlos Battey Bruno Mars Philip Lawrence Ari Levine | No Gravity                                                    | 2010                     | [ 26 ]        |
| "Dr. Feel Good"            | Travie McCoy featuring Cee-Lo Green       | Thomas Callaway Bruno Mars Philip Lawrence Ari Levine Travis Lazarus McCoy                                                                                            | Lazarus                                                       | 2010                     | [ 17 ]        |
| "Dreamtaker"               | Bruno Mars                                | Fernando Garibay Philip Lawrence Bruno Mars | N/A                                                           | 2010                     | [ 27 ]        |
| "Don't give up"            | Bruno Mars                                | Bruno Mars | Sesame Street                                                 | 2011                     | [ 22 ]        |
| "Dumb Love"                | Sean Kingston                             | Steven Battey, Carlos Battey Bruno Mars Philip Lawrence Ari Levine Clarence E. Quick                                                                                  | Tomorrow                                                      | 2010                     | [ 28 ]        |
| "Endlessly"                | The Cab                                   | Bruno Mars Mike Daly Alex DeLeon Phillip Lawrence Alex Marshall | Symphony Soldier                                              | 2011                     | [ 29 ]        |
| "Evil"                     | Danny Brown                               | Bruno Mars Danny Brown | The Hybrid                                                    | 2010                     | [ 29 ]        |
| "Faded"                    | Bruno Mars                                | Taryll Aren Jackson Bruno Mars Philip Lawrence Ari Levine | Earth to Mars                                                 | 2011                     | [ 30 ]        |
| "Feel Right"               | Mark Ronson feat Mystikal                 | Mark Ronson Bruno Mars Mystikal | Uptown Special                                                | 2014                     | [ 31 ]        |
| "Fuck You!"                | Cee Lo Green                              | Bruno Mars, Philip Lawrence, Ari Levine Thomas Callawat Christopher "Brody" Brown                                                                                     | The Lady Killer                                               | 2010                     | [ 32 ]        |
| "Get Sexy"                 | Sugababes                                 | Bruno Mars, Philip Lawrence, Ari Levine Richard Fairbrass | Sweet 7                                                       | 2009                     | [ 33 ]        |
| "Girl in the Window"       | Bruno Mars                                | Bruno Mars Philip Lawrence | N/A                                                           | 2011                     | [ 34 ]        |
| "Girls on the Dance Floor" | Far East Movement                         | Far East Movement Bruno Mars Jeremy Reeves Ray Romulus James Jonathan Yip                                                                                             | Animal                                                        | 2009                     | [ 7 ] [ 22 ]  |
| "Go Ape"                   | Far East Movement                         | Far East Movement Bruno Mars Philip Lawrence Gwen Stefani Pharrell Williams                                                                                           | Free Wired (iTunes Store U.S. bonus track & Japanese edition) | 2010                     | [ 22 ]        |
| "Gold"                     | Neon Hitch ft. Tyga                       | Neon Hitch Claude Kelly Benjamin Levin Philip Lawrence Bruno Mars | Beg, Borrow and Steal                                         | 2012                     | [ 35 ] [ 36 ] |
| "Gorilla"                  | Bruno Mars                                | Bruno Mars Philip Lawrence Ari Levine | Unorthodox Jukebox                                            | 2013                     | [ 31 ]        |
| "Grenade"                  | Bruno Mars                                | Bruno Mars Philip Lawrence Ari Levine Christopher "Brody" Brown Claude Kelly Andrew Wyatt                                                                             | Doo-Wops & Hooligans                                          | 2010                     | [ 23 ]        |
| "Grown Man"                | Stacc Bois ft. Bruno Mars                 | Bruno Mars Jaun D. Da Jordan | N/A                                                           | 2011                     | [ 37 ]        |
| "Heaven"                   | J Soul Brothers ft. Sandaime              | Bruno Mars Philip Lawrence Ari Levine Kiyoshi Matsuo | N/A                                                           | 2011                     | [ 38 ]        |
| "Hot Mess"                 | Cobra Starship                            | Mike Caren Kara Dioguardi Oliver Goldstein Bruno Mars Jacob Kasher Philip Lawrance Kevin Rudolf Gabe Saporta Roonie Wood                                              | Hot Mess                                                      | 2009                     | [ 39 ]        |
| "If I Knew"                | Bruno Mars                                | Bruno Mars Philip Lawrence Ari Levine | Unorthodox Jukebox                                            | 2012                     | [ 31 ]        |
| "If I Was You"             | Far East Movement                         | Calvin Broadus Jae Won Choug, Kevin Michael Nishimura, James Ji Hwan Roh, Virman Pau Coquia Bruno Mars Philip Lawrence Jeremy Reeves, Ray Romulus, James Jonathan Yip | Free Wired                                                    | 2010                     | [ 22 ]        |
| "Island Queen"             | Sean Kingston                             | Bruno Mars Philip Lawrence | Tomorrow                                                      | 2009                     | [ 40 ]        |
| "It Will Rain"             | Bruno Mars                                | Bruno Mars Philip Lawrence Ari Levine | The Twilight Saga: Breaking Dawn - Parte 1 (colonna sonora)   | 2011                     | [ 41 ]        |
| "It's A Jungle Out Here"   | Philip Lawrence                           | Philip Lawrence Bruno Mars Randy Newman | Rio 2                                                         | 2014                     |               |
| "Johnny"                   | Melanie Fiona                             | Melanie Fiona Philip Lawrence Bruno Mars The Stereotypes | The Bridge                                                    | 2009                     | [ 42 ]        |
| "Just a Kiss"              | Mishon                                    | Mishon Bruno Mars Philip Lawrence Da Internz | The Yearbook                                                  | 2009                     | [ 43 ]        |
| "Just the Way You Are"     | Bruno Mars                                | Bruno Mars Philip Lawrence Ari Levine Khalil Walton Khari Cain | Doo-Wops & Hooligans                                          | 2010                     | [ 23 ]        |
| "Killa on the Run"         | Bruno Mars                                | Bruno Mars Philip Lawrence Ari Levine | N/A                                                           | 2010                     | [ 44 ]        |
| "Knockin on your door"     | Vanness Wu                                | Justin Michael Drudy Bruno Mars | V                                                             | 2011                     | [ 45 ]        |
| "Ladies Is Pimps Too"      | Bruno Mars                                | Bruno Mars Philip Lawrence Ari Levine | Earth to Mars                                                 | 2011                     | [ 46 ]        |
| "Lift Off"                 | Jay-Z & Kanye West ft. Beyoncé Knowles    | Kanye West Jay-Z Bruno Mars | Watch the Throne                                              | 2011                     | [ 47 ]        |
| "Lights"                   | Bruno Mars                                | Bruno Mars Philip Lawrence | Earth to Mars                                                 | 2011                     | [ 48 ]        |
| "Lighters"                 | Bad Meets Evil ft. Bruno Mars             | Eminem Royce da 5'9" Bruno Mars, Philip Lawrence, Ari Levine | Hell: The Sequel                                              | 2011                     | [ 49 ]        |
| "Liquor Store Blues"       | Bruno Mars ft. Damian Marley              | Bruno Mars Philip Lawrence Ari Levine Dwayne Chin-quee Damian Marley Thomas Pentz                                                                                     | Doo-Wops & Hooligans                                          | 2010                     | [ 23 ]        |
| "Locked Out of Heaven"     | Bruno Mars                                | Bruno Mars Philip Lawrence Ari Levine | Unorthodox Jukebox                                            | 2012                     | [ 31 ]        |
| "Long Distance"            | Brandy                                    | Bruno Mars Philip Lawrence | Human                                                         | 2008                     | [ 50 ]        |
| "Lost"                     | Menudo                                    | Bruno Mars Philip Lawrence Cory Rooney | Lost                                                          | 2008                     | [ 51 ]        |
| "Love Me"                  | Justin Bieber                             | Bruno Mars Philip Lawrence Ari Levine The Cardigans | My World                                                      | 2009                     | [ 51 ]        |
| "Mama's Worst Nightmare"   | Bruno Mars                                | Bruno Mars Philip Lawrence Ari Levine | N/A                                                           | 2010                     | [ 52 ]        |
| "Marry You"                | Bruno Mars                                | Bruno Mars Philip Lawrence Ari Levine | Doo-Wops & Hooligans                                          | 2010                     | [ 23 ]        |
| "Mirror"                   | Lil Wayne ft. Bruno Mars                  | Dwayne Carter, Jr. Bruno Mars Philip Lawrence Ramon Owen | Tha Carter IV                                                 | 2011                     | [ 53 ]        |
| "Miss Everything"          | Sugababes ft. Sean Kingston               | Bruno Mars, Philip Lawrence, Ari Levine Christopher "Brody" Brown | Sweet 7                                                       | 2010                     | [ 33 ]        |
| "Money Make Her Smile"     | Bruno Mars                                | Bruno Mars Philip Lawrence Ari Levine Christopher "Brody" Brown | Unorthodox Jukebox                                            | 2012                     | [ 31 ]        |
| "Moonshine"                | Bruno Mars                                | Jeff Bhasker Bruno Mars Philip Lawrence Ari Levine Mark Ronson Andrew Wyatt                                                                                           | Unorthodox Jukebox                                            | 2012                     | [ 31 ]        |
| "My Girlfriend"            | Sean Kingston                             | Fernando Garibay Bruno Mars Philip Lawrence | Tomorrow                                                      | 2009                     | [ 40 ]        |
| "Natalie"                  | Bruno Mars                                | Bruno Mars Philip Lawrence Ari Levine Benjamin Levin Paul Epworth | Unorthodox Jukebox                                            | 2012                     | [ 31 ]        |
| "Never Close Our Eyes"     | Adam Lambert                              | Bruno Mars Philip Lawrence Ari Levine Dr Luke | Trespassing                                                   | 2012                     | [ 54 ]        |
| "Never Say You Can't"      | Bruno Mars                                | Bruno Mars Philip Lawrence Ari Levine | N/A                                                           | 2009                     | [ 55 ]        |
| "Nothin' on You"           | B.o.B ft. Bruno Mars                      | Bruno Mars Philip Lawrence Ari Levine Bobby Ray Simmons | B.o.B Presents: The Adventures of Bobby Ray                   | 2010                     | [ 54 ]        |
| "Old & Crazy"              | Bruno Mars ft. Esperanza Spalding         | Bruno Mars Jeff Bhasker | Unorthodox Jukebox                                            | 2012                     | [ 31 ]        |
| "One Day"                  | Matisyahu                                 | Bruno Mars Philip Lawrence Ari Levine Matthew Miller Aliaune Thiam(only remix version)                                                                                | Light                                                         | 2009 2010(remix)         | [ 56 ] [ 57 ] |
| "One at a Time"            | Travie McCoy                              | Bruno Mars Philip Lawrence Ari Levine Travie McCoy | Lazarus                                                       | 2010                     | [ 58 ]        |
| "Our First Time"           | Bruno Mars                                | Bruno Mars Philip Lawrence Ari Levine Dwayne Chin-quee Mitchum Chin                                                                                                   | Doo-Wops & Hooligans                                          | 2010                     | [ 23 ]        |
| "Perfect"                  | Alexandra Burke                           | Bruno Mars | Overcome(Deluxe edition)                                      | 2010                     | [ 59 ]        |
| "Rest of My Life"          | Bruno Mars                                | Bruno Mars Philip Lawrence Ari Levine | Earth to Mars                                                 | 2011                     | [ 48 ]        |
| "Right Round"              | Flo Rida ft. Ke$ha                        | Bruno Mars Philip Lawrence Dead or Alive | R.O.O.T.S.                                                    | 2009                     | [ 49 ]        |
| "Rocketeer"                | Far East Movement ft. Ryan Tedder         | Bruno Mars Philip Lawrence Ari Levine | Free Wired                                                    | 2010                     | [ 49 ]        |
| "Running back to you"      | Philip Lawrence                           | Philip Lawrence Bruno Mars | N/A                                                           | 2009                     | [ 60 ]        |
| "Runaway Baby"             | Bruno Mars                                | Bruno Mars Philip Lawrence Ari Levine Christopher "Brody" Brown | Doo-Wops & Hooligans                                          | 2010                     | [ 23 ]        |
| "Secret"                   | Sean Kingston                             | Philip Lawrence Bruno Mars | Tomorrow                                                      | 2010                     | [ 61 ]        |
| "She's a Mess"             | Sugababes                                 | Bruno Mars Philip Lawrence Ari Levine | Sweet 7                                                       | 2010                     | [ 33 ]        |
| "Show Me"                  | Bruno Mars                                | Bruno Mars Philip Lawrence Ari Levine | Unorthodox Jukebox                                            | 2012                     | [ 31 ]        |
| "Somewhere in Brooklyn"    | Bruno Mars                                | Bruno Mars Philip Lawrence Ari Levine | Doo-Wops & Hooligans & It's Better If You Don't Understand    | 2010                     | [ 23 ] [ 24 ] |
| "Starting Today"           | Nina Sky                                  | Bruno Mars Philip Lawrence Ari Levine Nicole Albino Natalie Albino | Nicole and Natalie                                            | 2012                     | [ 62 ]        |
| "Take the Long Way Home"   | Bruno Mars                                | Philip Lawrence Bruno Mars | Earth to Mars                                                 | 2011                     | [ 63 ]        |
| "Talking to the Moon"      | Bruno Mars                                | Bruno Mars Philip Lawrence Ari Levine Albert Winkler Jeff Bhasker | Doo-Wops & Hooligans & It's Better If You Don't Understand    | 2010                     | [ 23 ] [ 24 ] |
| "Talk Talk"                | Neon Hitch                                | Bruno Mars Philip Lawrence Ari Levine Neon Hitch Kara DioGuardi Christopher "Brody" Brown                                                                             | Beg, Borrow and Steal                                         | 2012                     | [ 64 ]        |
| "Tears Always Win"         | Alicia Keys                               | Alicia Keys Bruno Mars Jeff Bhasker Phillip Lawrence | Girl on Fire                                                  | 2012                     | [ 65 ]        |
| "The Dedication "          | Jibbs ft. Lloyd                           | Jibbs Bruno Mars Philip Lawrence Ari Levine | New Tempo, New Swag                                           | 2009                     | [ 66 ] [ 67 ] |
| "The Lazy Song"            | Bruno Mars                                | Bruno Mars Philip Lawrence Ari Levine K'naan | Doo-Wops & Hooligans                                          | 2011                     | [ 23 ]        |
| "The Other Side"           | Bruno Mars ft. Cee Lo Green & B.o.B       | Bruno Mars Philip Lawrence Ari Levine B.o.B | Doo-Wops & Hooligans & It's Better If You Don't Understand    | 2010                     | [ 23 ] [ 24 ] |
| "This is my Love"          | Gold 1 ft.Bruno Mars & Jaeson Ma          | Bruno Mars Gold 1 Jaeson Ma | This is my Love                                               | 2012                     | [ 31 ]        |
| "Today My Life Begins"     | Bruno Mars                                | Bruno Mars Philip Lawrence | N/A                                                           | 2008                     | [ 68 ]        |
| "Treasure"                 | Bruno Mars                                | Bruno Mars Philip Lawrence Ari Levine Phredley Brown | Unorthodox Jukebox                                            | 2013                     | [ 31 ]        |
| "Turn Around"              | Bruno Mars                                | Philip Lawrence Bruno Mars | Earth to Mars                                                 | 2011                     | [ 69 ]        |
| "Twist Ya Around"          | Sean Kingston                             | Alexander Grant Bruno Mars Philip Lawrence Jonathan Rotem | Tomorrow                                                      | 2009                     | [ 40 ]        |
| "Uptown Funk"              | Mark Ronson ft. Bruno Mars                | Mark Ronson Bruno Mars Trinidad James Charlie Wilson Ronnie Wilson Robert Wilson                                                                                      | Uptown Special                                                | 2014                     | [ 70 ]        |
| "Voices"                   | The Lylas                                 | Bruno Mars Philip Lawrence | N/A                                                           | 2014                     | [ 71 ]        |
| "Wait for You"             | Sugababes                                 | Fernando Garibay Bruno Mars Philip Lawrence | Sweet 7                                                       | 2010                     | [ 33 ]        |
| "Walls Come Down"          | Keke Palmer ft. Bruno Mars                | Steven Battey, Carlos Battey Fernando Garibay Bruno Mars Philip Lawrence                                                                                              | Awaken Reloaded                                               | 2011                     | [ 72 ]        |
| "Watching Her Move"        | Bruno Mars                                | Bruno Mars Blake Reary | Earth to Mars                                                 | 2011                     | [ 73 ]        |
| "We'll Be Alright"         | Travie McCoy                              | Bruno Mars Travie McCoy Philip Lawrence Supergrass | Lazarus                                                       | 2010                     | [ 17 ]        |
| "Wear My Kiss"             | Sugababes                                 | Fernando Garibay Bruno Mars Philip Lawrence Carlos Battey, Steven Battey                                                                                              | Sweet 7                                                       | 2010                     | [ 33 ]        |
| "Welcome Back"             | Bruno Mars                                | Bruno Mars Philip Lawrence John Powell | Rio 2                                                         | 2014                     | [ 74 ]        |
| "Welcome to Tomorrow"      | Sean Kingston                             | J.R. Rotem K'naan Bruno Mars Philip Lawrence | Tomorrow                                                      | 2009                     | [ 40 ]        |
| "When I Was Your Man"      | Bruno Mars                                | Bruno Mars Philip Lawrence Ari Levine Andrew Wyatt | Unorthodox Jukebox                                            | 2013                     | [ 31 ]        |
| "Where Did She Go"         | Bruno Mars                                | Jonathan Yip Ray Romulus Jeremy Reeves Bruno Mars Philip Lawrence | Earth to Mars                                                 | 2011                     | [ 75 ]        |
| "Who Dat Girl"             | Flo Rida ft. Akon                         | Flo Rida Dr. Luke Claude Kelly Benny Blanco Bruno Mars Philip Lawrence                                                                                                | Only One Flo (Part 1)                                         | 2011                     | [ 31 ]        |
| "Young Girls"              | Bruno Mars                                | Bruno Mars Philip Lawrence Ari Levine Jeff Bhasker Emile Haynie | Unorthodox Jukebox                                            | 2012                     | [ 31 ]        |
| "Young, Wild & Free"       | Snoop Dogg ft. Wiz Khalifa & Bruno Mars   | Bruno Mars Philip Lawrence Ari Levine | Mac & Devin Go to High School                                 | 2011                     | [ 76 ]        |

## Artisti con cui hanno lavorato
- Mark Ronson
- Sugababes
- K'naan
- Bruno Mars
- Travie McCoy
- Cee Lo Green
- Far East Movement
- Mike Posner
- Bad Meets Evil
- Snoop Dogg & Wiz Khalifa
- Adam Lambert
- Matisyahu
- Sean Kingston
- B.o.B
- Alexandra Burke
- Charice
- Nina Sky
- Neon Hitch
- 98 Degrees
- Jibbs